# Imaizumi Yukihiro
Yukihiro Imaizumi (sinh ngày 28 tháng 9 năm 1969) là một cầu thủ bóng đá người Nhật Bản.

## Sự nghiệp câu lạc bộ
Yukihiro Imaizumi đã từng chơi cho Shimizu S-Pulse.